# René Ricolfi-Doria
René Italo Ricolfi-Doria (Cologny, 30 april 1901 - Genève, 4 februari 1970) was een Zwitsers zwemmer en waterpolospeler. Hij nam deel aan de Olympische Zomerspelen van 1920 in Antwerpen.
Hij was tevens de vader van Marina Doria. Zij was prinses van Napels, echtgenote van de Italiaanse troonpretendent Victor Emanuel van Savoye en schoondochter van koning Umberto II van Italië en Marie José van België.

## Belangrijkste resultaten
Ricolfi-Doria was een van de 77 Zwitserse deelnemers aan de Olympische Zomerspelen van 1920.
Binnen het discipline van het zwemmen op deze Spelen nam hij deel aan de onderdelen van de 400 m vrije slag en de 1.500 m vrije slag. In deze competitie werd Ricolfi-Doria tijdens de reeksen van de 400 m vrije slag op 26 augustus 1920 vijfde en laatste in zijn reeks, waardoor hij in de eerste ronde werd uitgeschakeld. Op het onderdeel van de 1.500 m vrije slag is hij niet aangekomen.
Tijdens de Spelen van Antwerpen van 1920 nam Ricolfi-Doria ook deel aan de olympische waterpolocompetitie als lid van het Zwitserse team, samen met Albert Mondet, Charles Biefer, Charles Horn, Jean Jenni, Armand Boppart en Henri Demiéville. Er namen 12 landen deel aan deze competitie. Reeds in de eerste ronde van 22 tot 23 augustus 1920 werd Zwitserland echter uitgeschakeld na een 11-0 nederlaag tegen België, de uiteindelijke zilveren medaillist.

### Olympische Zomerspelen
| Jaar | Plaats    | Discipline | Resultaten                         |
| ---- | --------- | ---------- | ---------------------------------- |
| 1920 | Antwerpen | Zwemmen    | 5e (eerste ronde) 400 m vrije slag |
| 1920 | Antwerpen | Zwemmen    | DNF 1.500 m vrije slag             |
| 1920 | Antwerpen | Waterpolo  | eerste ronde                       |